# 簸箕掌墓地
簸箕掌墓地，位于中国青海省民和县马厂垣乡下川口村，为青海省市县级文物保护单位，公布日期为1987年4月16日，类型为古墓葬。
簸箕掌墓地的历史年代为辛店文化。